# Veronica Micle
Veronica Micle, nata Ana Câmpeanu (Năsăud, 22 aprile 1850 – Văratec, 3 agosto 1889), è stata una poetessa e scrittrice romena.
Oltre che per la propria opera poetica, di genere romantico, è ricordata per la tumultuosa e tragica storia d'amore con Mihai Eminescu, considerato il più grande poeta della letteratura romena..

## Biografia
Nata a Năsăud, Micle era la seconda figlia del calzolaio Ilie Câmpeanu e di sua moglie Ana. Suo padre morì nel 1849 colpito da due proiettili al petto mentre combatteva per Avram Iancu contro i rivoluzionari ungheresi. Sua madre andò in Moldavia, stabilendosi a Târgu Neamț nel 1850 e a Iaşi nel 1853. Ana frequentò la scuola femminile di Iaşi e si diplomò nel 1863. Nel 1864 sposò Stefan Micle, rettore dell'Università di Iaşi da cui ebbe due figlie.
Pubblicò la sua prima raccolta di poesie, Rendez-vous, nel 1872; nello stesso anno conobbe il poeta Mihai Eminescu, mentre si trovava a Vienna, intraprendendo una relazione che sarebbe durata per il resto della loro vita. All'inizio visitava il salotto letterario che ospitava. La loro amicizia si tramutò in amore tra il 1875, quando iniziarono a dedicarsi poesie l'un all'altra, e il 1878. La loro storia d'amore attraversò diversi alti e bassi: per esempio, Eminescu partì per Bucarest nel 1877 per lavorare per il quotidiano Timpul e quell'anno Micle pubblicò poesie in cui espresse la sua tristezza per essere stata abbandonata.
Eminescu morì nel 1889 lasciandola piuttosto povera. Al poeta  fu diagnosticata la sifilide nel 1883. Nel 1887 Micle si trasferì a Bucarest nel tentativo di assistere il poeta.
Dopo la morte di Eminescu nel 1889, Micle si ritirò nel monastero di Văratec dove scrisse il volume Dragoste şi Poezie ("Amore e poesia"), in cui raccolse poesie proprie e poesie di Eminescu dedicate a lei, accompagnate da commenti.
A meno di tre mesi dalla morte di Eminescu, si avvelenò con l'arsenico. È sepolta nel parco del monastero a Văratec. La sua casa a Târgu Neamţ, donatale dai suoi genitori come dote nuziale e che a sua volta donò al monastero nel 1886, è ora un museo.

## Attività letteraria
La sua prima opera fu Noul Curier Român, pubblicata nel 1872 con lo pseudonimo di Corina. Pubblicò le sue poesie, influenzate da Eminescu, in Columna Lui Traian nel 1874 e in Convorbiri Literare l'anno successivo. Collaborò con le riviste Familia (dal 1879), Revista Nouă e Revista Literară. Rimandi al rapporto fra Eminescu e Micle si ritrovano nell'opera di entrambi a partire dal 1875.
Inoltre nel 2000 è stato pubblicato un volume contenente 93 lettere di Eminescu a Micle e 15 delle sue risposte. 

## Opere
- Rendez-vous (1872)
- Plimbarea de mai în Iaşi (1872)
- Poezii (1887)
- Dragoste şi Poezie

Oltre ai propri componimenti, Micle pubblicò anche traduzioni in romeno di poesie di Alphonse de Lamartine e Théophile Gautier.